# Nederlands Hervormde Begraafplaats Hoge Vuurseweg
De Nederlands Hervormde Begraafplaats Hoge Vuurseweg is een kerkhof aan de gelijknamige straat in Lage Vuursche die behoort tot de Stulpkerk. De begraafplaats werd in 1790 aangelegd, nadat de grafruimte in de kerk opraakte.

## Kenmerken
De begraafplaats heeft een gietijzeren toegangshek waarop de tekst is geplaatst: Zalig zijn de doden die in de Heere sterven. Links naast de ingang staat een baarhuisje. De plattegrond van het kerkhof bestaat uit rechte paden waaraan de graven zijn gelegen.

## Uitbreiding
Toen het kerkhof in 2012 vol dreigde te raken, schonk toenmalig koningin Beatrix aan de hervormde gemeente ter uitbreiding circa 400 m² grond. Zij is de eigenaresse van het aangrenzende kasteel Drakensteyn en het bijbehorende grondgebied.

## Graven

### Andries de Wilde
Andries de Wilde (Amsterdam, 21 november 1781 – Utrecht, 27 april 1865) was een welgestelde chirurgijn, planter en grootgrondbezitter. De Wilde was eigenaar van het landgoed Pijnenburg.

### J.H. Insinger
Op het kerkhof bevindt zich de graftombe van amateurarcheoloog J.H. Insinger, die is ontworpen in Egyptische stijl door de architect Johan Wilhelm Hanrath. Het grafmonument is aangemerkt als rijksmonument vanwege de cultuurhistorische waarde als uiting van de funeraire cultuur, de bouwstijl en de plaats in het oeuvre van Hanrath.

### Friso van Oranje-Nassau van Amsberg
Op 16 augustus 2013 werd prins Friso van Oranje-Nassau van Amsberg op het kerkhof begraven.

## Afbeeldingen

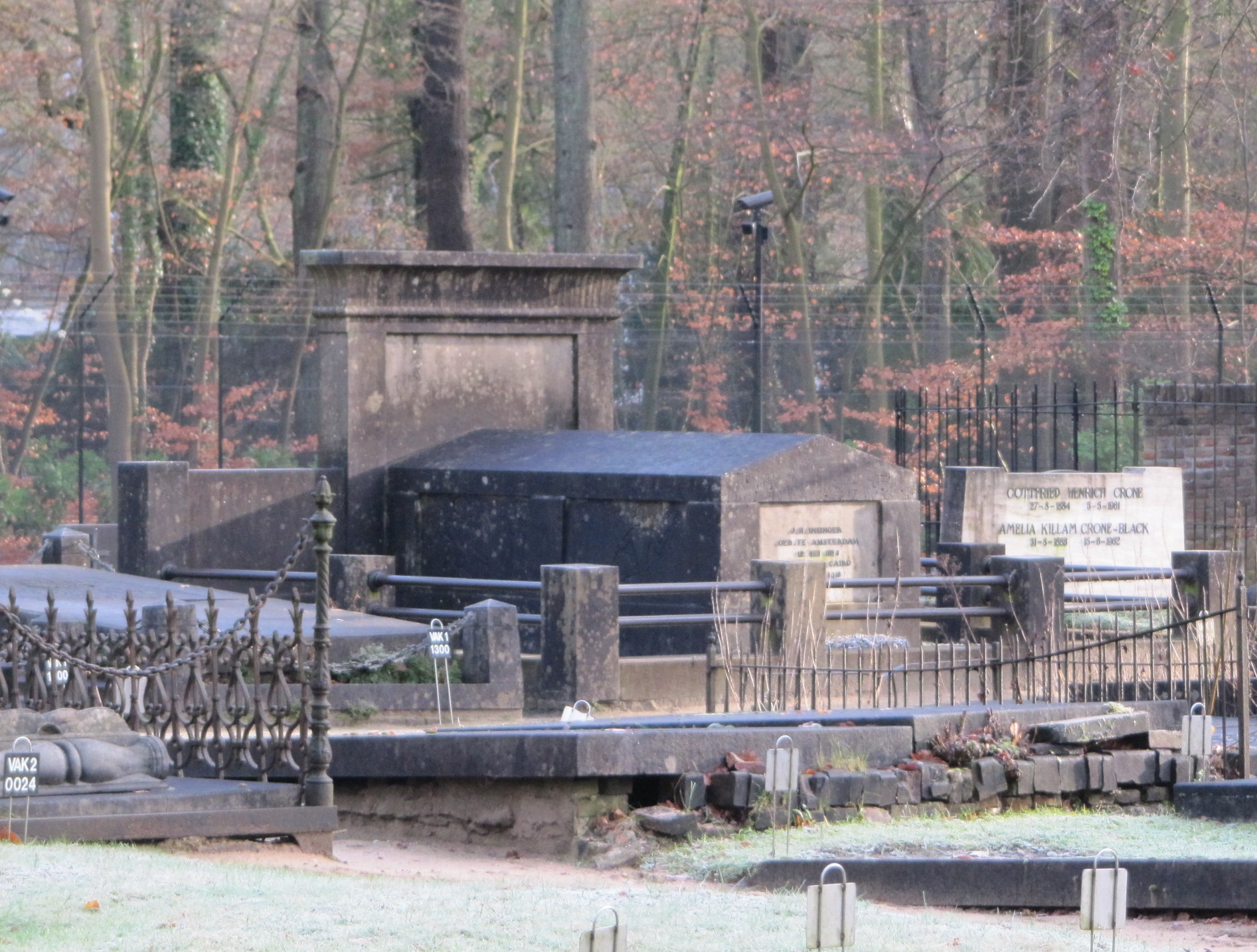
Graftombe van Insinger
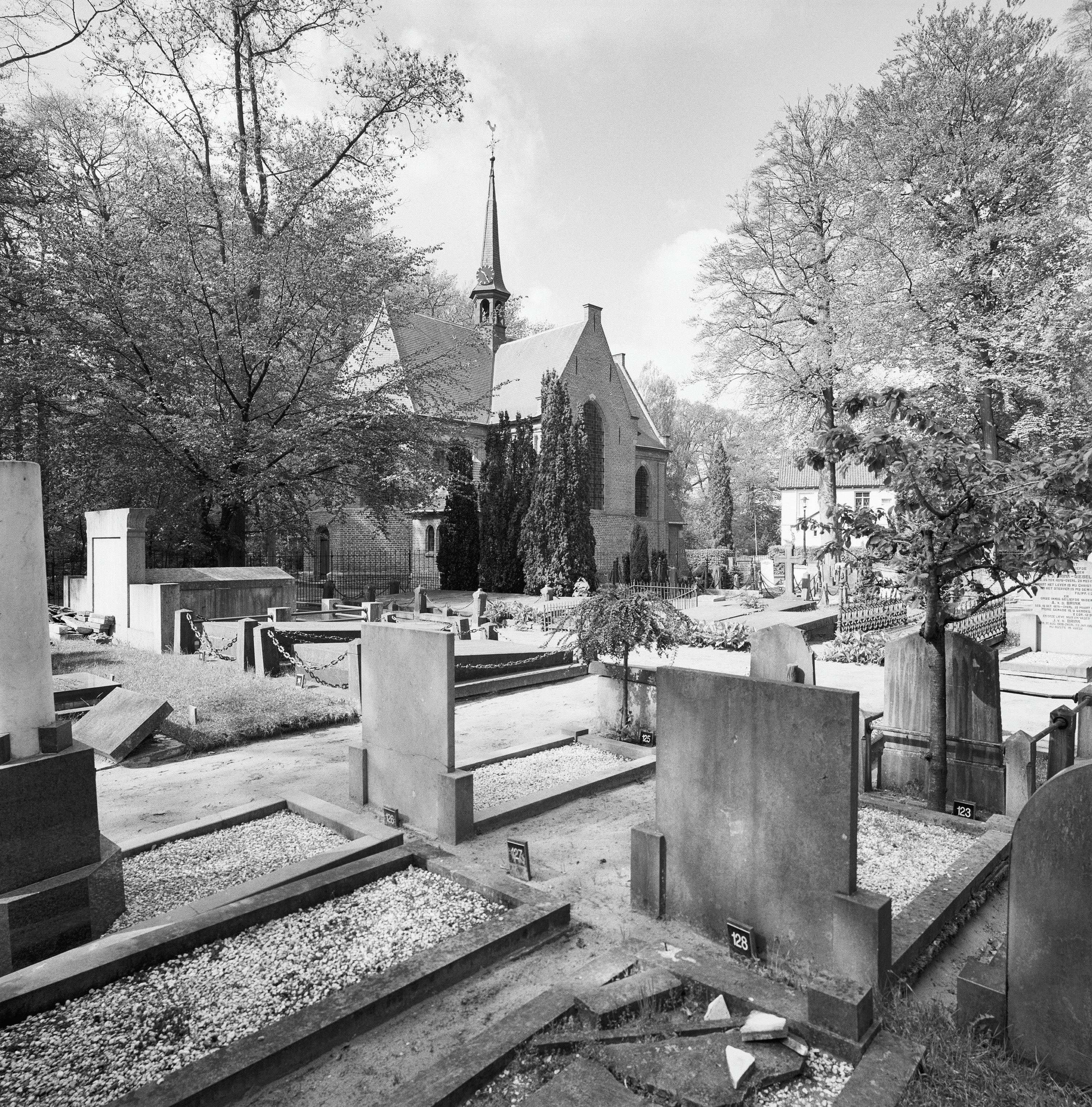
Kerkhof (1996)
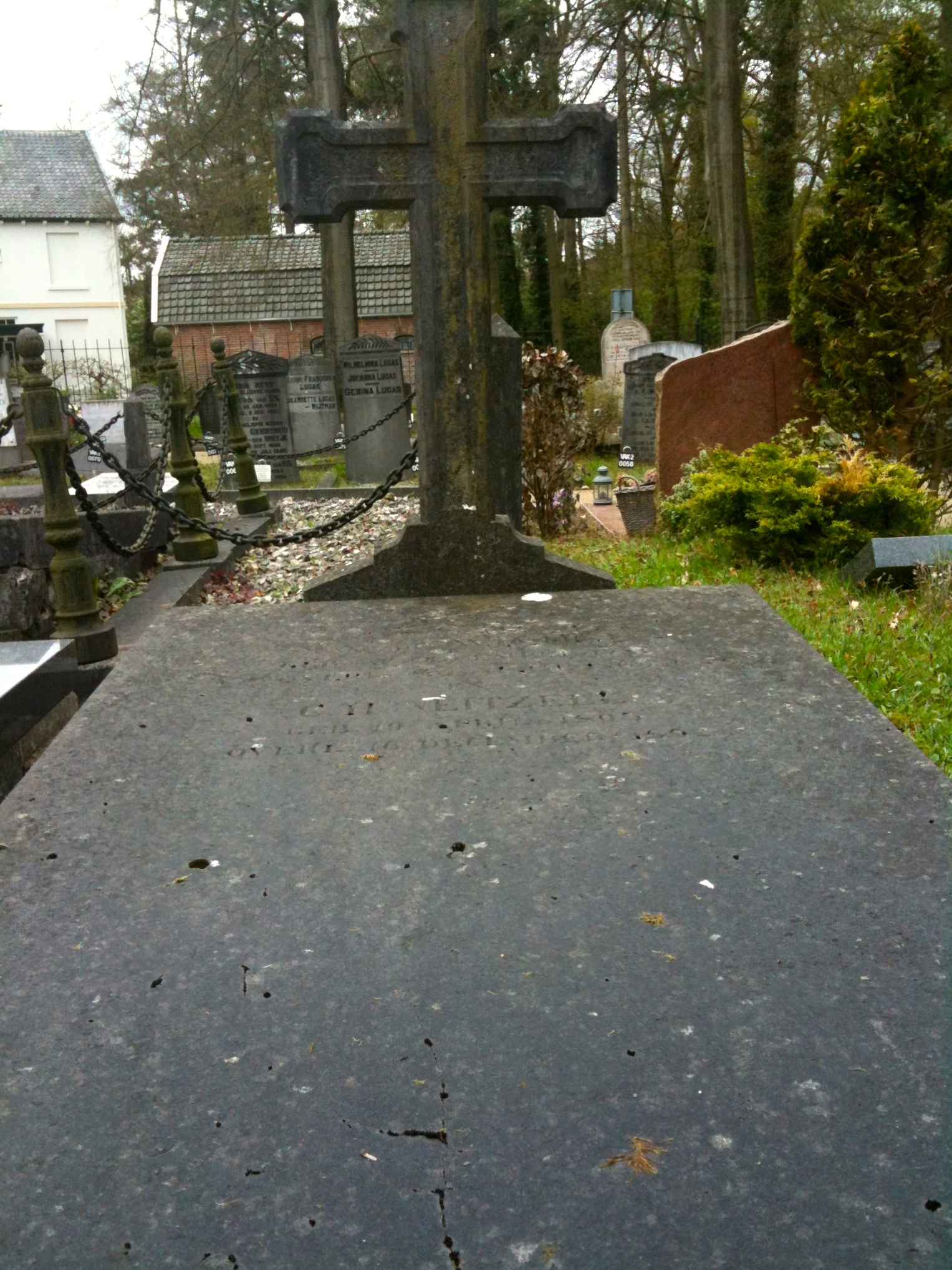
Graf Andries de Wilde (1781-1865)
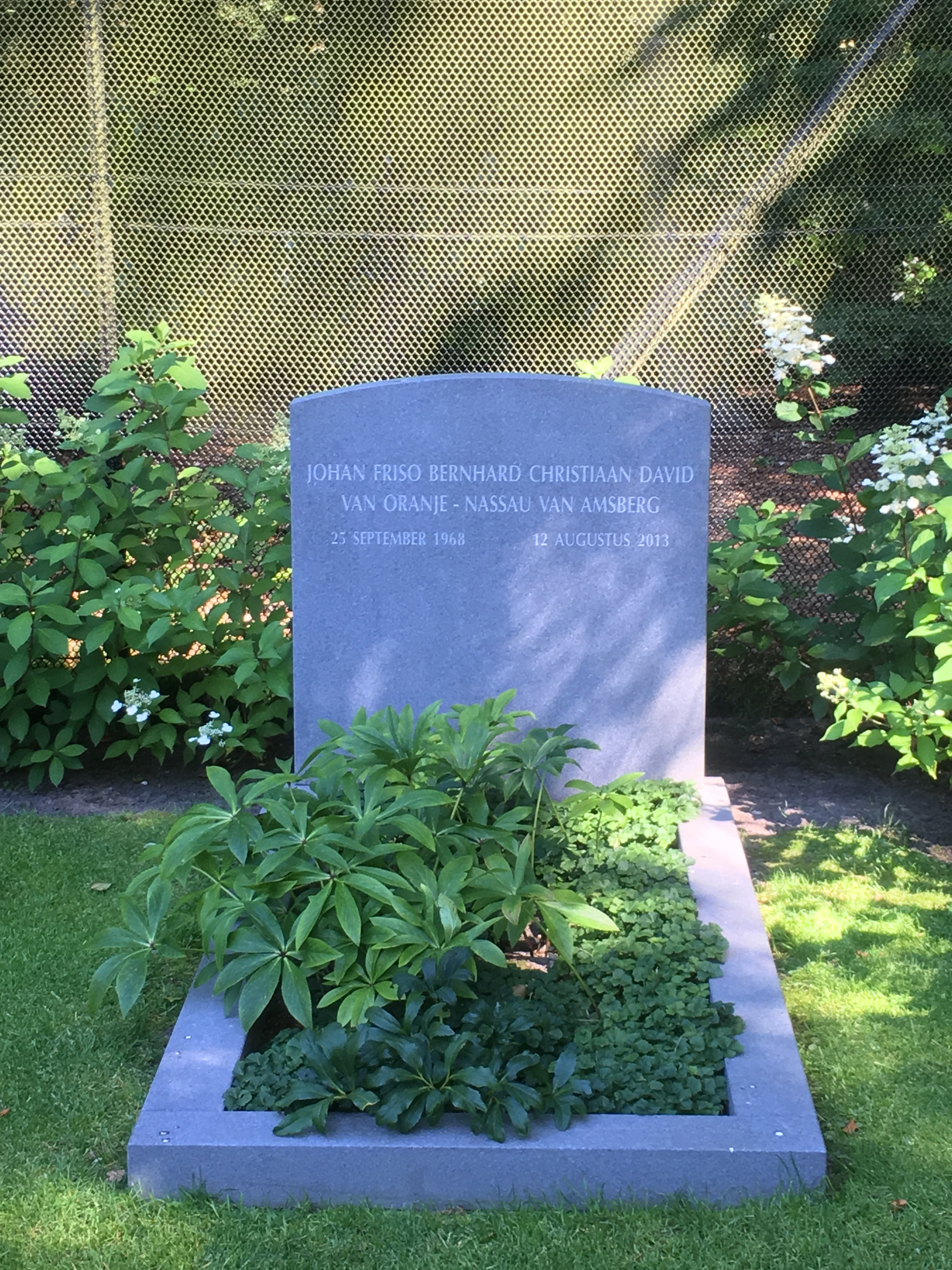
Het graf van Prins Friso van Oranje-Nassau van Amsberg